# Vicente González Palma
Vicente González Palma fue un político chileno. Nació en Curicó en 1771. Falleció en el asilo del hospital de Talca, en marzo de 1863. Hijo de José Silvestre González Carvallo y de Etelvina Palma Arancibia. Su padre era dueño de una finca en las afueras de Curicó, a la cual se dedicaron sus hermanos ya que él decidió estudiar en el Colegio de Talca y luego en el Instituto Nacional, donde se graduó de abogado en 1830.
Importante miembro del peluconismo capitalino, colaboró en 1823 con Juan Egaña en la revisión de la Carta Constitucional de aquel año. En 1828 fue elegido diputado representante de Curicó, cargo al que fue reelecto en 1829.
La Asamblea de Talca lo eligió Diputado en 1831, tras la guerra civil donde triunfaron los conservadores. Fue reelegido por Talca en 1834 y 1837. 
Consejero de Estado en la administración de José Joaquín Prieto, fue posteriormente elegido Diputado por Cauquenes en 1840 y por Itata en 1843, 1846 y 1849. Colaborador del régimen de Manuel Bulnes, se opuso a la elección de Manuel Montt por no considerarlo aristócrata. 
Cuando vino el "Problema del Sacristán", entre la Iglesia y Manuel Montt, Vicente González se hallaba en Santiago en funciones para la Comisión Conservadora. Fue uno de los primeros en quitar el apoyo del partido a Montt y poniéndose en oposición.
En 1856 se retiró a Talca, a vivir con sus parientes, ya que su matrimonio con Isidora del Carmen Carvallo Larraín no tuvo descendencia. El menor de sus hermanos, Juan Antonio, el único que aún vivía, decidió llevarlo al asilo de la ciudad de Talca, donde pasó sus últimos días.